# Meurtres au soleil
À ne pas confondre avec le film Meurtre au soleil réalisé par Guy Hamilton.
Pour plus de détails, voir Fiche technique et Distribution.
Meurtres au soleil (Un verano para matar) est un poliziottesco italo-franco-hispanique réalisé par Antonio Isasi-Isasmendi, sorti en 1972.

## Fiche technique
Sauf indication contraire, les informations mentionnées dans cette section peuvent être confirmées par la base de données cinématographiques IMDb,  présente dans la section « Liens externes ».
- Titre original espagnol : Un verano para matar[1] (litt. « Un été à tuer »)
- Titre italien : Ricatto alla mala[2] (litt. « Un mauvais chantage »)
- Titre français : Meurtres au soleil ou Mafia 72[3]
- Réalisation : Antonio Isasi-Isasmendi
- Scénario : Lluís Josep Comerón, Sam X. Abarbanel, Jorge Illa, Reid Buckley, Brian Degas, Antonio Isasi-Isasmendi
- Photographie : Juan Gelpí
- Montage : Ramón Quadreny, Emilio Rodríguez
- Musique : Sergio Bardotti, Luis Bacalov
- Sociétés de production : Isasi Producciones Cinematográficas (Espagne), 16/35 Films (France), Tritone Cinematografica (Italie)
- Pays de production :  Espagne -  Italie -  France
- Langues originales : espagnol, anglais, français
- Format : couleur - 1,85:1 - Son mono - 35 mm
- Durée : 110 minutes (1h50[2])
- Genre : poliziottesco, policier, thriller
- Dates de sortie :
  - Espagne : 17 mai 1972
  - France : 3 juillet 1974[3]
  - Italie : 24 avril 1975

## Distribution
- Karl Malden (VF : André Valmy) : Le capitaine John Kiley
- Christopher Mitchum (VF : Dominique Collignon-Maurin) : Raymond 'Ray' Castor
- Olivia Hussey : Tania Scarlotti
- Raf Vallone : Lazaro Alfredi
- Claudine Auger : Michèle
- Gérard Tichy : Alex
- Víctor Israel (es) (VF : Henry Djanik) : Le garagiste
- Gérard Barray : Le professeur de Tania

## Postérité
Le thème musical Summertime Killer composé par Luis Bacalov qu'on entend tout au long du film a été repris par Quentin Tarantino pour la bande originale de Kill Bill : Volume 2.